# Епиморфизам
Епиморфизам је је сурјективни хомоморфизам, тј. пресликавање које очувава структуру тако да вредности пресликавања попуњавају цео кодомен.